# Manoir de la Rochette
Le manoir de la Rochette est situé sur la commune de Lisle, en France. 

## Localisation
Le manoir de la Rochette est situé à l'intérieur d'un méandre de la Dronne, dans le nord-ouest de la commune de Lisle, dans le quart nord-ouest du département de la Dordogne, en région Nouvelle-Aquitaine. 

## Description
Le logis du manoir de la Rochette est composé d'un étage carré et d'un comble à surcroît ; sa façade antérieure, orientée à l'ouest, est rythmée par six travées. À l'est deux pavillons de plan carré, à étage carré et surcroît, achèvent la façade postérieure. Les dépendances agricoles, dont les anciens cuviers, l'écurie et le pigeonnier, se développent vers le nord-ouest[réf. souhaitée].

## Historique
Le manoir est une ancienne demeure de la famille de Fourtou ; il aurait été une dépendance du château de la Côte à Biras. Son activité était liée à une exploitation viticole.
Il est mentionné dans l'Inventaire général du patrimoine culturel sur la base Mérimée du ministère de la Culture.